# Padew Narodowa (gmina)

Nieoficjalny symbol gminy

Padew Narodowa – gmina wiejska w województwie podkarpackim, w powiecie mieleckim. W latach 1975–1998 gmina położona była w województwie tarnobrzeskim.
Siedziba gminy to Padew Narodowa.
Według danych z 30 czerwca 2009 gminę zamieszkiwało 5311 osób.
W 2020 roku gmina Padew Narodowa zajęła 2 miejsce w kategorii gminy wiejskie w Rankingu Samorządów organizowanym przez Rzeczpospolitą.

## Przyroda
Lasy zajmują około 11,5% powierzchni gminy (około 810 hektarów). Na terenie gminy znajduje się kilka pomników przyrody (dwa dęby szypułkowe, dwa wiązy szypułkowe i lipa). W gminie częściowo znajdują się także Stawy Krasiczyńskie.

## Struktura powierzchni
Według danych z roku 2002 gmina Padew Narodowa ma obszar 70,55 km², w tym:
- użytki rolne: 75%,
- użytki leśne: 12%.

Gmina stanowi 8,02% powierzchni powiatu.

## Demografia

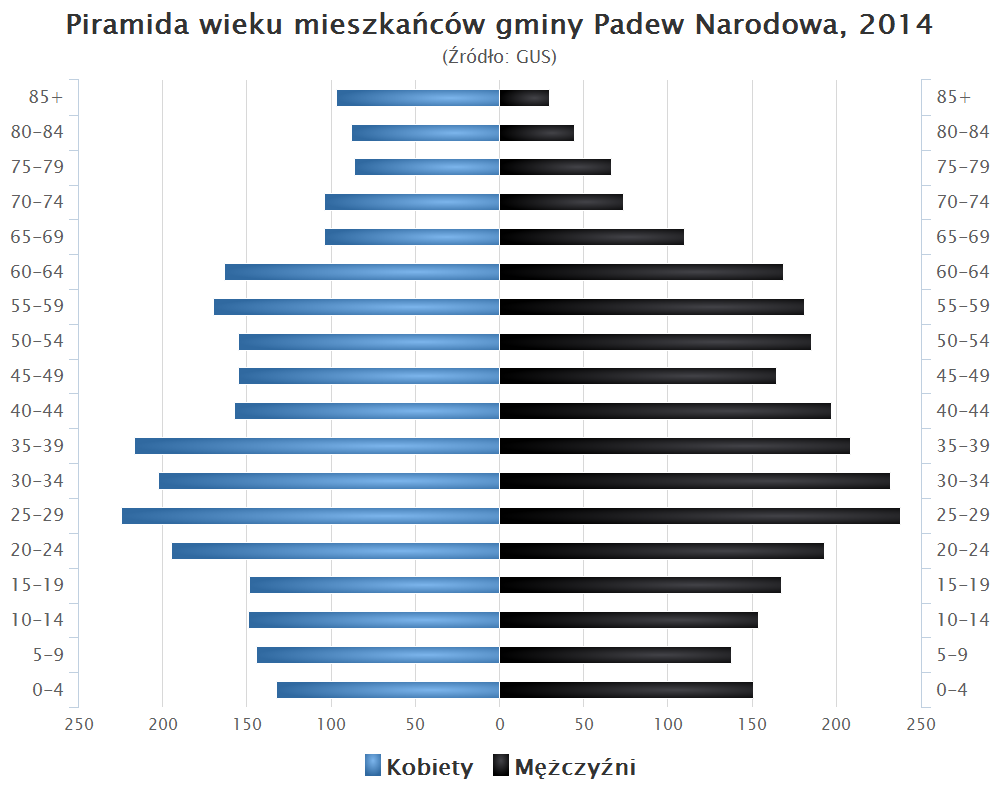
Piramida wieku mieszkańców gminy Padew Narodowa w 2014 roku

Dane z 31 grudnia 2009:
| Opis                              | Ogółem | Ogółem | Kobiety | Kobiety | Mężczyźni | Mężczyźni |
| --------------------------------- | ------ | ------ | ------- | ------- | --------- | --------- |
| Jednostka                         | osób   | %      | osób    | %       | osób      | %         |
| Populacja                         | 5336   | 100    | 2675    | 50,1    | 2661      | 49,9      |
| Gęstość zaludnienia [mieszk./km²] | 75,6   | 75,6   | 37,9    | 37,9    | 37,7      | 37,7      |

## Budżet
Rysunek 1.1 Dochody ogółem w gminie Padew Narodowa w latach 1995–2010 (w zł)
| Wyszczególnienie               | J. m. | ROK         | ROK         | ROK         | ROK         | ROK         | ROK         | ROK         | ROK         | ROK         | ROK         | ROK         | ROK           | ROK           | ROK           | ROK           | ROK           |
| Wyszczególnienie               | J. m. | 1995        | 1996        | 1997        | 1998        | 1999        | 2000        | 2001        | 2002        | 2003        | 2004        | 2005        | 2006          | 2007          | 2008          | 2009          | 2010          |
| ------------------------------ | ----- | ----------- | ----------- | ----------- | ----------- | ----------- | ----------- | ----------- | ----------- | ----------- | ----------- | ----------- | ------------- | ------------- | ------------- | ------------- | ------------- |
| Dochody ogółem                 | zł    | 1 928 969,- | 4 124 706,- | 6 957 538,- | 7 025 441,- | 6 416 044,- | 5 877 819,- | 6 508 741,- | 7 306 580,- | 7 651 719,- | 8 737 838,- | 9 328 974,- | 10 795 000,87 | 12 492 098,56 | 14 035 442,34 | 11 912 771,02 | 15 523 115,05 |
| ZNAK                           | ±     | –           | +           | –           | –           | +           | –           | –           | –           | +           | +           | –           | +             | +             | –             | +             | +             |
| Nadwyżka/deficyt budżetowa(-y) | zł    | 6210,-      | 260 376,-   | 1533,-      | 107 136,-   | 431 730,-   | 50 023,-    | 476 946,-   | 206 361,-   | 2 178 541,- | 421 262,-   | 1 522 000,- | 620 362,66    | 45 163,25     | 1 804 635,27  | 1 723 771,96  | 3 536 721,57  |
| ZNAK                           | Σ     | =           | =           | =           | =           | =           | =           | =           | =           | =           | =           | =           | =             | =             | =             | =             | =             |
| Wydatki ogółem                 | zł    | 1 922 759,- | 4 385 082,- | 6 956 005,- | 6 918 305,- | 6 847 774,- | 5 827 796,- | 6 031 795,- | 7 100 219,- | 9 830 260,- | 9 159 100,- | 7 806 974,- | 11 415 363,53 | 12 537 261,81 | 12 230 807,07 | 13 636 542,98 | 19 059 836,62 |

Rysunek 1.2 Wydatki ogółem w gminie Padew Narodowa w latach 1995–2010 (w zł)

Według danych z roku 2010 średni dochód na mieszkańca wynosił 2911,86 zł (tj. – stan na 31 XII; przy 2908,04 zł w zestawieniu na 30 VI); jednocześnie średnie wydatki na mieszkańca kształtowały się na poziomie 3575,28 zł (tj. – stan na 31 XII; przy 3570,60 zł w zestawieniu na 30 VI).

## Sołectwa
Babule, Domacyny, Kębłów, Padew Narodowa, Piechoty, Pierzchne, Przykop, Rożniaty, Wojków, Zachwiejów, Zaduszniki, Zarównie

## Sąsiednie gminy
Baranów Sandomierski, Gawłuszowice, Osiek, Tuszów Narodowy